# Gdzie jesteś, święty Mikołaju?
Gdzie jesteś, święty Mikołaju? – polski film familijny z 1996 roku.

## Fabuła
Zbliżają się Święta Bożego Narodzenia. Ania w liście do Świętego Mikołaja pisze, że chciałaby dostać braciszka, ale dostaje tylko lalkę. Wówczas jest obrażona i nie może uwierzyć w to, że nikt nie wierzy w Świętego Mikołaja. Ania idzie się spotkać z Krzysiem, chłopcem z sąsiedztwa. Okazuje się, że go nigdy nie odwiedził Święty Mikołaj, dlatego Ania przebiera się za Świętego Mikołaja i wręcza mu 3 prezenty. Tymczasem Krzyś ma już 4 lata, więc powinien dostać 4 prezenty.

## Obsada
- Dominika Mroczek - Ania
- Anna Radwan - mama Ani
- Roman Gancarczyk - tata Ani
- Izabella Olszewska - babcia Ani
- Andrzej Letner - Krzyś
- Dorota Segda - mama Krzysia
- Agnieszka Brzezińska - nauczycielka
- Olga Frycz - koleżanka Ani
- Jerzy Grałek - Henryk „Święty Mikołaj”
- Małgorzata Hajewska-Krzysztofik - żona Henryka
- Marta Kalmus - urzędniczka
- Alicja Bienicewicz - urzędniczka na poczcie
- Andrzej Kozak - interesant na poczcie
- Janusz Śmiłek - sprzedawca
- Anastazja Mołodecka - dziewczynka
- Zbigniew Kosowski - taksówkarz